# 대전지방식품의약품안전청
대전지방식품의약품안전청(大田地方食品醫藥品安全廳)은 대한민국 식품의약품안전처의 소속기관이다. 1998년 2월 28일 발족하였으며, 대전광역시 서구 청사로 166에 위치하고 있다. 청장은 고위공무원단 나등급에 속하는 일반직공무원·보건연구관 또는 공업연구관으로 보한다.

## 직무
- 식품등의 위해정보 수집 및 계통조사
- 식품등 안전사고 등에 대한 신속한 조치 등 위기관리 및 위해 식품등의 회수·폐기 관리
- 우수건강기능식품의 제조 및 품질관리기준 적용업소 및 식품등의 위해요소중점관리기준 적용업소[2]에 대한 지정 및 사후관리
- 식품조사처리업의 영업허가 및 행정제재
- 수입 식품등의 신고수리·검사·관리 및 식품등의 수출 인증에 관한 사항
- 건강기능식품의 제조업 허가, 품목신고 수리 및 허위표시·과대광고의 지도·단속 등에 관한 사항
- 식품등·의약품 위해사범에 대한 사법경찰관리의 직무집행 및 검찰·경찰 등 수사기관의 수사 지원에 관한 사항
- 의약품 제조시설의 식품제조, 가공시설 이용업소에 대한 지도·감독
- 식중독 원인식품의 실태 조사, 추적관리 및 식품위생 관련 안전사고 방지를 위한 교육·홍보
- 식품 등 시험·검사기관 중 자가품질위탁 시험·검사기관의 지정 및 지도·감독
- 축산물 작업장에 대한 위생감시 등 업무[3]
- 수출입 축산물의 검사
- 여행객 휴대품·특송화물·우편물품 중 식품 등에 대한 검사
- 축산물수입판매업에 대한 신고·수리 및 행정제재 등에 관한 사항
- 식품등[4]의 유전자변형 표시관리 및 분석 조사
- 식품등의 실험·분석 및 실험실의 운영·관리
- 농수산물 및 그 가공품·축산물의 방사선조사 및 방사능 검사
- 식품등 관련 영업의 지도·단속, 수거·검사, 허위표시·과대광고 등 업무 수행
- 소비자식품위생감시원 및 명예축산물위생감시원의 임면 및 교육
- 의약품 제조업의 허가 및 위탁제조판매업 신고의 수리
- 의약품 제조판매·수입품목 허가[5]·신고 및 의약외품 제조·수입품목 허가[6]·신고의 수리
- 의료용 고압가스 및 한약재 제조업의 허가
- 의약품 및 의약외품 제조업의 휴업·폐업 및 영업재개 신고의 수리
- 화장품 제조업·제조판매업의 등록, 의약외품 제조업 신고의 수리
- 의약품·의약외품·마약류 및 화장품의 제조업소·유통업소의 지도·단속 및 약사감시업무에 관한 사항
- 원료의약품 등록을 위한 국내 실태조사
- 의약품 동등성시험의 신뢰성 조사
- 지방식품의약품안전청이 허가 또는 신고 수리하는 의약품·의약외품의 제조업·수입업 및 제조·수입 품목에 대한 행정처분
- 의약품 및 의약외품의 제조업소 및 제조판매품목, 제조품목의 제조 및 품질관리기준(GMP) 평가 및 지도
- 화장품등 제조업소의 제조 및 품질관리기준(GMP) 적용업소 사후관리
- 「약사법」, 「마약류 관리에 관한 법률」 및 「화장품법」에 따른 화장품등의 회수·폐기에 관한 사항
- 화장품감시공무원의 임면 및 교육
- 화장품등의 제조·수입 신고품목에 대한 품질 심사 및 시험용 의료기기에 대한 확인서의 발급
- 화장품 제조업·제조판매업에 대한 행정처분
- 마약류 취급 학술연구자에 대한 허가 및 행정처분
- 마약류 제조업자·수출입업자·원료사용자 및 학술연구자에 대한 교육
- 마약류 양도 승인
- 마약류 원료물질수출입업자 등의 허가 및 지도·단속
- 의료기기의 제조·수입업체에 대한 제조 및 품질관리기준(GMP)의 심사
- 조직은행의 실태조사, 지도·감독 및 행정처분
- 의료기기 제조 및 품질관리기준(GMP) 적용업소의 사후관리
- 의료기기 제조업소·수입업소에 대한 지도·단속 및 「의료기기법 시행령」 제13조제1항에 따라 지방식품의약품안전청장에게 위임된 사항
- 전시(展示)목적 의료기기의 진열 승인
- 식품·의약품등의 조사·연구 및 검사능력 관리
- 식품·의약품등 시험·검사기관[7]의 지정 및 지도·감독에 대한 지원

## 연혁
- 1996년 4월 6일: 보건복지부 소속으로 대전지방식품의약품청 설치.[8]
- 1998년 2월 28일: 식품의약품안전청 소속 대전지방식품의약품안전청으로 개편.[9]
- 2013년 3월 23일: 식품의약품안전처 소속으로 변경.[10]

## 관할구역
- 대전광역시
- 세종특별자치시
- 충청북도
- 충청남도[11]

## 조직

### 청장
- 운영지원과[12]
- 식품안전관리과[12]
- 의료제품안전과[12]
- 의료제품실사과[13]
- 유해물질분석과[14]